# Vznik práva
Vznik práva je dlouhodobý společenský proces, v němž se z nepsaných rodových a náboženských závazků a povinností postupně vyděluje, upevňuje a osamostatňuje právo.

## Prameny
Hlavními prameny pro studium práva jsou jednak staré náboženské texty, obsahující prvky a zárodky práva (například Bible, Manuův zákoník), a nejstarší právní dokumenty (kodexy: Chammurapiho zákoník, Zákon dvanácti desek). Vznik práva však začíná dávno předtím, než společnosti začaly užívat písmo, a nedá se tedy studovat jen z psaných dokumentů. Proto je důležitým pramenem pro vznik a rané dějiny práva také etnografické studium zárodečných podob práva v předstátních společnostech, jak se jím zabývá antropologie práva.

## Krevní msta a azyl
V každé lidské společnosti platí jisté povinnosti, příkazy a zákazy, jimiž se členové společnosti musí řídit. Společnost, která by je přestala uznávat a také vymáhat, by se rozpadla nebo splynula s okolím. Proto už staří římští právníci tvrdili, že „kde je společnost, tam, je i právo“ (Ubi societas, ibi ius). Tyto nepsané požadavky jsou obvykle podpořeny náboženskou autoritou a patrně se kdysi chápaly jako součást povinností náboženských. Některé z nich platí téměř ve všech známých společnostech nedávných i historických: například zákaz incestu, příbuzenské povinnosti, pravidla pohřbívání. Ve velké většině společností platí také zákaz zabití příslušníka vlastního kmene, pravidla exogamie, případně i monogamie a různé formy vlastnictví.
Mezi lidmi přirozeně vznikají konflikty a občas dochází k násilí. Jedním z velmi rozšířených společenských pravidel je povinnost pomsty: příbuzní zabitého se musí pomstít pachateli. Tím se sice zabíjení může omezit, zároveň však se konflikty rozšiřují na větší skupiny lidí a pomsty se může opětovat: pokud se příbuzným zabitého podaří zabít vraha, mohou to jeho příbuzní pokládat za důvod k pomstě. Tak vzniká tzv. řetězová pomsta, proti níž se staré společnosti různě bránily. Účinnost této obrany přímo závisí na síle společenské autority.
Jedním ze způsobů byla krevní msta (vendeta): příbuzní mají povinnost pomstít zabitého, zabití vraha se však nesmí pokládat za vraždu. Jiným způsobem bylo ustanovení azylu čili útočiště (viz například Bible, Joz 20,2; Num 35,6-32). V mnoha starých společnostech platí, že pokud se pachatel uchýlí na některé z určených posvátných míst, nesmí ho tam nikdo zabít. Azyl tak mohl zabránit okamžité pomstě a umožnil další vyjednávání mezi pachatelem a příbuznými zabitého. V některých společnostech byli zvláštní vyjednavači, kteří jménem pachatele vyhledali poškozené a nabídli jim odškodnění.

## Soudce
Jakkoli se už v těchto případech autorita společnosti zasazuje za omezení konfliktů a násilností, podstatným krokem ke vzniku práva je teprve instituce soudce. Soudce je nezávislá třetí osoba, jíž společnost svěřuje rozhodování sporů a zároveň zakazuje poškozeným, aby si s pachatelem vyrovnávali účty sami. Na rozdíl od vyjednávače, který zprostředkuje mezi skrytým pachatelem a poškozenými, instituce soudce je možná teprve tam, kde je společenská autorita natolik silná, že zabrání pomstě i když se pachatel a poškození před soudcem sejdou.
Soudce (případně člen poroty) je člověk se zvláštní autoritou, takže jeho rozhodnutí většina společnosti přijímá a podporuje. I když nemá k dispozici žádnou donucovací moc, může spor definitivně ukončit, protože společnost může na odsouzeného vykonávat značný tlak, případně ho i vyloučit. Vyloučení ze společnosti se ve většině starých společností rovnalo trestu smrti: osamělý člověk nemohl v pralese (v prérii a pod.) obstát. Německý antropolog práva Uwe Wesel cituje výrok afrického náčelníka: „Les ho už zabije.“

## Zákon
Autoritu soudcovského rozhodování velmi posiluje, pokud jsou ostatní přesvědčeni, že rozhoduje spravedlivě. Minimálním požadavkem spravedlnosti může být, aby se v podobných případech rozhodovalo podobně. Z toho vzniká princip precedentu, rovněž doložený v mnoha starých společnostech. Etnologové však zaznamenali i případy, kdy se porota rozhodne vyhlásit určitý rozsudek jako obecně platnou zásadu, obvykle nepsaný zákon. Tím dostává společnost přesný pokyn, čeho se člověk má vyvarovat, případně co by ho čekalo, kdyby jednal podobně. Zde se už může uplatnit i preventivní funkce práva.
Role soudce se podstatně změnila, když ve společnosti vznikla centrální autorita (panovník, vláda) a začala soudcovská rozhodnutí vymáhat donucovací mocí. Tento krok se ale už odehrával v historické době, takže fungování soudců, zákonů a práva ve společnostech se soustředěnou mocí a v pozdějších státech patří do oblasti dějin práva.